# NGC 653
NGC 653 je galaksija u zviježđu Andromeda.

## Vanjske poveznice
- SEDS: NGC 0653